# Bob Godwin
Pour les articles homonymes, voir Godwin.
Bob Godwin est un boxeur américain né le 5 mai 1911 à Moultrie, Géorgie, et mort le 1er août 1980.

## Carrière
Passé professionnel en 1928, il remporte le titre vacant de champion du monde des poids mi-lourds de la National Boxing Association (NBA, ancêtre de la WBA) le 18 mars 1932 en battant aux points Joe Knight. Son règne est très court puisqu'il est battu dès le 24 mars suivant par Maxie Rosenbloom lors d'un combat de réunification des titres NBA & NYSAC. Il mettra un terme à sa carrière en 1941 sur un bilan de 88 victoires, 24 défaites et 12 matchs nuls.

## Référence
1. ↑  (en) Présentation de Bob Godwin (cyberboxingzone.com)